# ジョルジョ・ヴェントゥーリン
ジョルジョ・ヴェントゥーリン（Giorgio Venturin、1968年7月9日 - ）は、イタリア出身の元サッカー選手。元イタリア代表。

## 経歴
トリノのユース出身、トリノからの移籍と複帰を数度繰り返し、通算では189試合に出場、1991-92シーズンはUEFAカップ決勝に進出、1992-93シーズンは決勝でASローマを下してコッパ・イタリアを制した。
SSラツィオでも1997-98シーズンにUEFAカップ決勝に進出、ACミランを破ってコッパ・イタリアを制した。
1998-99シーズンの冬の移籍でSSラツィオからアトレティコ・マドリードに移籍した。1シーズン目に2部降格、2シーズン目の途中で契約解除して退団し、トリノの複帰した。
イタリアU-21代表を経て、1992年のアイルランド戦で45分間のA代表出場経験がある。

## タイトル
トリノ
- コッパ・イタリア : 1992-93
- セリエB : 1989-90, 2000-2001
- ミトローパ・カップ : 1991

ナポリ
- スーペルコッパ・イタリアーナ : 1990

ラツィオ
- コッパ・イタリア 1997-98
- スーペルコッパ・イタリアーナ : 1998